# Pseudolasius bufonus
Pseudolasius bufonus é uma espécie de formiga do gênero Pseudolasius, pertencente à subfamília Formicinae.